# Linzer Torte (Radiosendung)
Linzer Torte ist eine regelmäßige Gesprächssendung auf Radio Oberösterreich. Der Name leitet sich von der berühmten Linzer Torte ab. Die Moderatoren der Sendung sind alternierend Jutta Mocuba, Joe Daxbacher und Maria Theiner sowie bis zu deren Pensionierungen 2022 und 2023 Michael Trnka und Otmar Schrott. Bei besonderen Anlässen führen auch Gernot Hörmann oder Günther Madlberger durch das Gespräch. Die Linzer Torte wurde in den 1960ern von Haymo Pockberger erfunden, der die Radiosendung auch präsentierte.

## Konzept
In der Sendung werden jeden Sonntag und regelmäßig an Feiertagen von 8 Uhr bis 10 Uhr prominente Gäste zum Gespräch gebeten.

## Liste der Sendungen (auszugsweise)
- 8. Dezember 2016 (Mariä Empfängnis): Alfred "Fred" Jaklitsch (Musiker, Gründer der Pop- und Schlagerband Die Seer)[1]
- 11. Dezember 2016: Miguel Herz-Kestranek (Schauspieler)[2]
- 18. Dezember 2016: Andreas Gabalier (Volksrock'n'roller)[3]
- 25. Dezember 2016 (Christtag): Erzbischof Georg Gänswein (Präfekt des Päpstlichen Hauses, Protokollchef von Papst Franziskus, Privatsekretär des ehemaligen Papstes Benedikt)[4]
- 26. Dezember 2016 (Stefanitag): Linzer Torte – Jahresrückblick (Ausschnitte der besten Gespräche des Jahres 2016)[5]
- 1. Jänner 2017 (Neujahrstag): Gerda Rogers (Astrologin, Moderatorin der ORF-Radiosendung "Sternstunden")[6]
- 22. Jänner 2017: Stefan Ruzowitzky (Filmregisseur und Drehbuchautor, Oscar-Preisträger 2008)[7]
- 26. März 2017: Andreas Papp (SOS Kinderdorf Nothilfe-Chef)[8]
- 2. April 2017: Josef Pühringer (Oberösterreichischer Landeshauptmann, 1995 bis 2017)[9]
- 23. April 2017: Thomas Stelzer (Oberösterreichischer Landeshauptmann, seit 2017)[10]
- 30. April 2017: Lassaad Chabbi (Fußballtrainer tunesischer Herkunft)[11]
- 14. Mai 2017: Franz Posch (Volksmusiker, Präsentator von Mei liabste Weis)[12]
- 25. Mai 2017 (Christi Himmelfahrt): DJ Ötzi (Pop-, Schlagersänger)[13]
- 4. Juni 2017: Stefanie Werger (Musikerin und Autorin)[14]
- 5. Juni 2017 (Pfingstmontag): Hera Lind (Autorin und Sängerin)[15]
- 11. Juni 2017: Christine Haberlander (Oberösterreichische Landesrätin)[16]
- 15. August 2017 (Mariä Himmelfahrt): Clemens Doppler (Beachvolleyballspieler)[17]
- 2. September 2017: Vanessa Mai (Schlagersängerin)[18]